# GP2X
Die GP2X ist eine quelloffene, Linux-basierte Handheld-Konsole und ein Mediaplayer. Sie wurde von der südkoreanischen Firma Gamepark Holdings entwickelt und produziert. Die Konsole kam am 10. November 2005 auf den Markt, jedoch nur in Südkorea. Die GP2X ist sowohl für Selbstentwickler als auch für gewerbliche Entwickler entworfen worden. Sie wird üblicherweise zur Ausführung von Emulatoren für klassische Konsolen wie Neo Geo, Sega Mega Drive, Sega Master System, Sega Game Gear, Amstrad CPC, Commodore 64, Nintendo Entertainment System, PC-Engine/TurboGrafx-16, MAME und andere benutzt.

## Geschichte

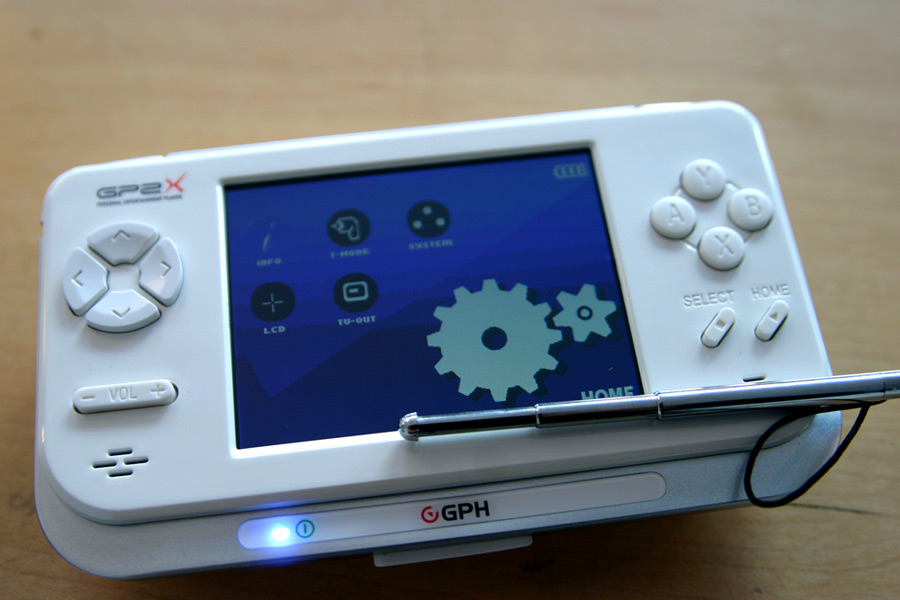
Modell "F200" mit Touchscreen

Kurz nach der Veröffentlichung der GP32 im Jahr 2001 begann Gamepark mit der Entwicklung ihrer nächsten tragbaren Konsole. Aufgrund von Meinungsverschiedenheiten der Mitarbeiter bei der Anordnung des Systems, kam es zu einer Spaltung der Firma Gamepark. Es folgte die Gründung zweier neuer Firmen, darunter Gamepark Holdings, die daraufhin begann eine 2D-basierte tragbare Konsole zu entwickeln, welche als Nachfolger der GP32 auf den Markt kommen sollte.
Zur Bestimmung und Förderung der Spezifikationen des neuen Geräts, kam es zu Absprachen von Gamepark Holdings mit vorherigen GP32-Entwicklern. Das endgültige Aussehen der Konsole wurde dann durch einige Besprechungen in Seoul vereinbart.
Der erste Name der Konsole, GPX2, konnte wegen eines markenrechtlichen Verstoßes nicht als endgültiger Markenname eingeführt werden. Für die Namensfindung wurde ein Einschreibewettbewerb veranstaltet, wobei etwa 1500 Namen eingereicht wurden. Mit dem Namen GP2X gewann Matt Bakse den Wettbewerb und erhielt dazu eine Konsole.
Die GP2X durchlief mehrere Hardware-Revisionen. Die Wichtigsten waren von der ersten Version zu der normalen Version und später zur MK2-Version. Am 30. Oktober 2007 erschien die „F200“, eine Version mit Touchscreen und weiteren, kleinere Änderungen.
Bis zum 16. Oktober 2006 wurde die GP2X annähernd 30.000-mal verkauft. Am 31. August 2008 waren es schließlich etwa 60.000 Exemplare, die die Firma Gamepark Holdings verkaufte.
Ende August 2008 wurde der Nachfolger der GP2X, die GP2X Wiz, angekündigt, der im Mai 2009 erschien.
Seit September 2008 wird die GP2X in Korea durch die Firma Vocamaster weitervertrieben, hauptsächlich als eine Art Sprachtrainer.

## Hardware

### Spezifikationen

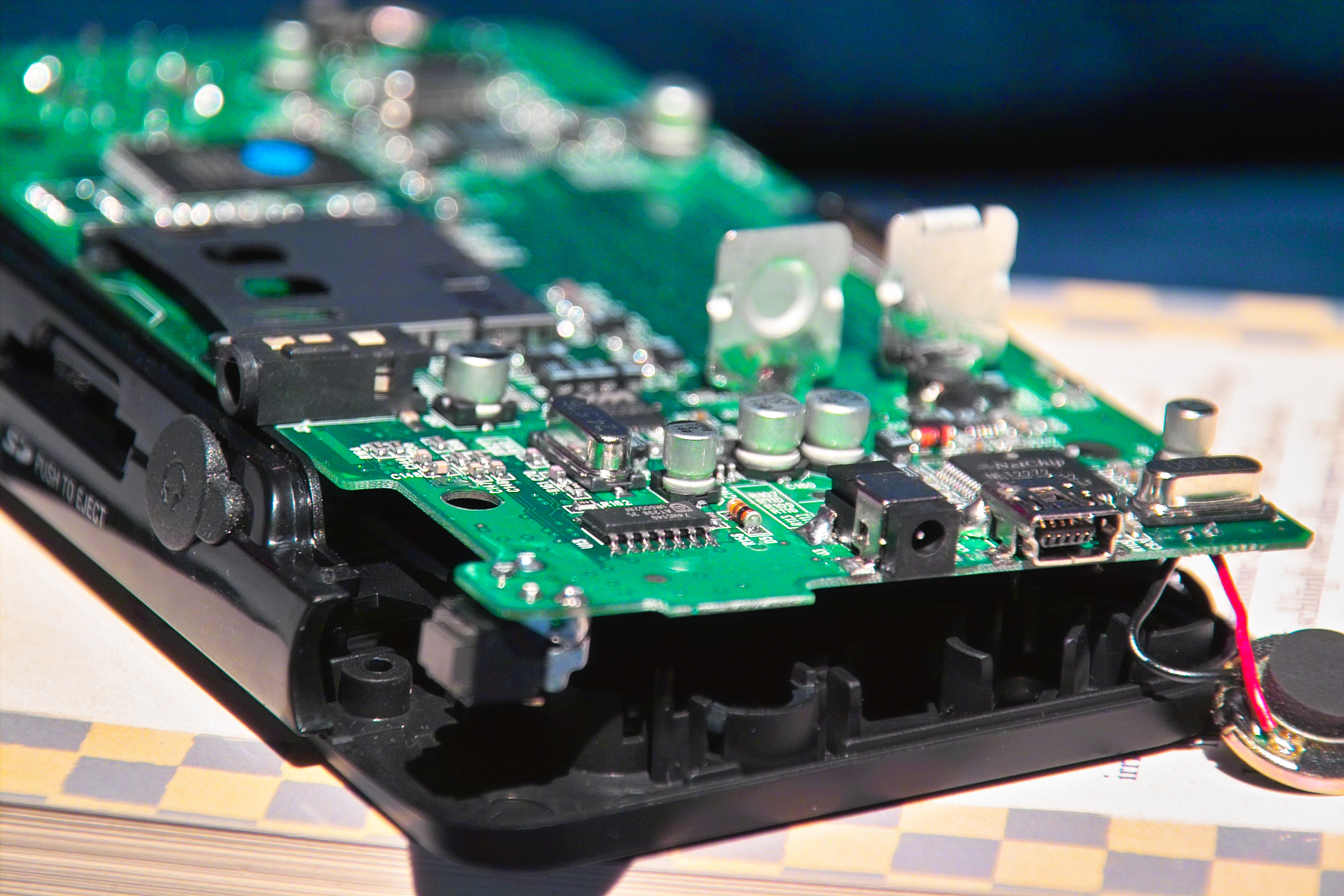
Ein geöffnetes GP2X

- Chipsatz: MagicEyes MMSP2 MP2520F
- CPU: 200 MHz ARM920T Host-Prozessor, 200 MHz ARM940T programmierbarer Coprozessor
- NAND Flash ROM: 64 MB
- RAM: SDRAM 64 MB
- Betriebssystem: GNU/Linux
- Speicher: SD-Karte (letzte Version unterstützt SDHC-Karten)
- USB 1.1 und USB 2.0
- TV-Output
- 2 × AA Batterien oder ein AC-Adapterkabel
- Display: 320 × 240 TFT-LCD, 65.536 Farben
- L×B×H: 14,3 cm × 3,4 cm × 8,29 cm
- Gewicht: 161 g (ohne Batterien)[6]

### Erweiterungsmöglichkeiten
Die GP2X hat einen EXT-Erweiterungsanschluss auf der Unterseite des Geräts, in den man eine Reihe von verschiedener Anschlussmöglichkeiten findet (z. B. für USB-Host oder TV-Output). Auch der Anschluss einer Breakoutbox ist möglich, so dass vier USB-Geräte angeschlossen werden und direkt mit der GP2X kommunizieren können. Die einzige Einschränkung, die durch diese Schnittstelle entsteht, ist die Verfügbarkeit von Treibern.
Der Anschluss ist nicht firmeneigen; die Spezifikationen diese Anschlusses sind völlig offen.

### TV-Output
Die Konsole verfügt auch über einen TV-Output, der mit einem speziellen Kabel über den EXT-Port läuft. Dies ermöglicht Videos, die normalerweise auf den GP2X-Bildschirm angepasst sind, bei nativer Auflösung auf einem Fernsehgerät wiedergegeben werden zu können. Außerdem kann Software in einer höheren Auflösung am Fernseher wiedergegeben werden als auf dem GP2X-Bildschirm. Nicht jede Software unterstützt die native Auflösung, doch es gibt eine Software, die die TV-Unterstützung für jede andere unterstützt. Dies wird dann durch einen Hintergrund-Prozess ausgeführt.

### Speicher
Das primäre Speichersystem der GP2X ist eine Secure Digital Memory Card (SD-Karte), die in einen Schlitz an der Oberseite des Geräts gesteckt wird. Ältere Versionen unterstützen nur SD-Karten bis zu 4 GB Speicherkapazität. Die SD-Karten müssen außerdem FAT16-, FAT32- oder Ext2-formatiert sein. Als internen Flash-Speicher bietet die GP2X 64 MB, von denen 32 MB für Benutzerdaten verwendet werden können.
Seit der Version 4.0 können auch SDHC-Karten verwendet werden, die mit einer Speicherkapazität von bis zu 32 GB deutlich mehr speichern können.

### Übertaktung
Die beiden ARM-Prozessoren in der GP2X können über ihre Nennfrequenz mit geeigneter Software übertaktet werden. Die dadurch maximal erreichbare Geschwindigkeit variiert von System zu System. Nur 1 von 50 Geräten schafft mehr als 300 MHz, andere erreichen kaum 240 MHz. Viele Systeme schaffen jedoch 240 MHz, die höchste Taktrate ist jedoch meist 266 MHz.

## Multimedia-Unterstützung

### Video
- Videoformate: DivX 3/4/5, Xvid (MPEG-4)
- Audioformate: MP3 und Vorbis
- Container-Dateien: AVI und OGM (WMA und MPG über zusätzliche Software)
- Maximale Auflösung: 720×480 Pixel
- Bildunterschriften: SMI, SRT
- Batterielebensdauer nur Video: durchschnittlich 3,5 Stunden

### Audio
- Audioformate: MP3, Vorbis
- Kanäle: Stereo
- Frequenzbereich: 20 Hz bis 20 kHz
- Leistung: 100 mW
- Sample-Auflösung/Rate: 16 bit/8–48 kHz
- Equalizer: enthält die Voreinstellungen „Normal“, „Classic“, „Rock“, „Jazz“ und „Pop“
- Batterielebensdauer nur Audio: ca. 6 Stunden

## Software
Da die Werkzeuge zum Entwickeln von Software frei verfügbar sind, gibt es eine Fülle an Software für die GP2X, von denen die meisten kostenlos sind. Softwarearten sind Emulatoren, Spiele, Multimedia-Player und PDA-Anwendungen.
Die GP2X hat ab Werk schon mehrere Programme installiert. Dazu gehören der MPlayer, der es ermöglicht Musik zu hören und Videos abzuspielen, ein Bildbetrachter, ein E-Book-Reader und ein Werkzeug zum Einstellen der LCD-Frequenz.